# Carlo Ménéghetti
Carlo Meneghetti (né le 3 février 1970 à Cambrai,), est un coureur cycliste français, principalement actif dans les années 1990 et 2000. 

## Biographie
Carlo Meneghetti a évolue sous les couleurs de l'ASPTT Paris, du VC Roubaix et du CC Cambrai. Cycliste amateur, il a remporté plus de 80 courses, comme le Tour de la Manche ou Paris-Auxerre. Il n'est toutefois jamais passé professionnel, malgré un stage chez Petit Casino en 1996. En 1997, il a terminé septième de la course en ligne aux Jeux méditerranéens, sous les couleurs de l'équipe de France. 
Après sa carrière cycliste, il travaille comme entraîneur au CC Cambrai. Il quitte finalement le milieu du vélo à l'issue de la saison 2021. 

## Palmarès
- 1992
  - Paris-Évreux
  - 3e de Paris-Épernay
- 1993
  - 3e de Troyes-Dijon
- 1994
  - Tour du Loir-et-Cher
  - 2e de Troyes-Dijon
- 1995
  - Manche-Atlantique
  - Paris-Connerré
  - 3e du Grand Prix de Luneray
- 1996
  - 3e du Grand Prix des Flandres françaises
- 1997
  - 2e de la Ronde du Canigou
  - 2e de la Boucle de l'Artois
  - 2e du Tour de Corrèze
  - 3e de la Route bretonne
  - 3e du Tour de la Somme
- 1998
  - Circuit du Pévèle
  - Paris-Auxerre
  - 2e de Gand-Wervik
- 1999
  - Trois Jours de Cherbourg :
    - Classement général
    - 2e et 3e (contre-la-montre) étapes

  - Grand Prix de Blangy
  - 2e de Paris-Évreux
  - 2e du Grand Prix de Pérenchies
  - 3e du Grand Prix Cristal Energie
- 2000
  - La Tramontane
  - Grand Prix Gilbert-Bousquet
  - 5e étape du Tour du Loir-et-Cher (contre-ka-montre)
  - 1re et 4e (contre-la-montre) étapes du Tour de Moselle
  - 2e du Tour du Loir-et-Cher
  - 2e du Tour de Moselle
  - 3e du Tour du Charolais
- 2001
  - 3e étape du Circuit des Ardennes (contre-la-montre)
  - Tour de la Manche :
    - Classement général
    - 3e étape

  - Tour de Namur :
    - Classement général
    - 5e étape (contre-la-montre)

  - 2e des Boucles catalanes
  - 2e de Troyes-Dijon
  - 2e du Circuit des Ardennes
  - 3e de la Boucle de l'Artois
  - 3e du Grand Prix du Président
- 2002
  - Grand Prix des Flandres françaises
  - 3e de La Tramontane
  - 3e de Bordeaux-Saintes
  - 3e du championnat du Nord-Pas-de-Calais
- 2006
  - 3e du championnat du Nord-Pas-de-Calais
- 2009
  - Prix de Beauchamps